# Autoritarismo di destra
In psicologia, l'autoritarismo di destra (dal termine inglese Right Wing Authoritarianism, RWA) è un tipo di personalità che descrive qualcuno che è altamente sottomesso alle sue figure autoritarie, agisce in modo aggressivo in nome di tali autorità ed è conformista nel pensiero e nel comportamento. La prevalenza di questo atteggiamento in una popolazione varia da cultura a cultura, poiché l'educazione e l'istruzione di una persona svolgono un ruolo importante nel determinare se qualcuno sviluppa questo tipo di visione del mondo.
L'autoritarismo di destra è stato definito da Bob Altemeyer come un perfezionamento delle ricerche di Theodor Adorno. Adorno fu il primo a proporre l'esistenza di una personalità autoritaria nel tentativo di spiegare l'ascesa del fascismo e dell’Olocausto, ma la sua teoria cadde in disgrazia perché associata alla psicoanalisi freudiana. Ma Altemeyer intuì che Adorno aveva ragione e sviluppò una teoria scientificamente più rigorosa.
La scala RWA è stata concepita per misurare l'autoritarismo nel Nord America. Si è dimostrata ugualmente affidabile nei paesi di lingua inglese come l'Australia, ma meno efficace in altri paesi come la Francia a causa delle differenze culturali e dei problemi di traduzione.

## Definizione
Bob Altemeyer, lo psicologo sociale canadese-americano che ha coniato per la prima volta il termine e il suo significato nel 1981, ha definito l'autoritario di destra come qualcuno che mostra:
1. Un alto grado di sottomissione alle autorità che sono percepite come stabilite e legittime nella società in cui si vive.
2. Un'aggressività generale, diretta contro varie persone, che è percepita come sanzionata dalle autorità stabilite.
3. Un alto grado di adesione alle convenzioni sociali che sono percepite come approvate dalla società e dalle sue autorità consolidate.

Nei suoi scritti, Altemeyer a volte si riferisce agli autoritari di destra come "seguaci autoritari". Questo per sottolineare che non sta parlando di leader autoritari, che è il significato più comunemente compreso di "autoritario". Altemeyer si riferisce ai leader autoritari con il termine "dominatore sociale", e ha scritto ampiamente sulla relazione tra seguaci autoritari e dominatori sociali.

### Sottomissione
Gli autoritari di destra tendono ad accettare ciò che i loro leader dicono che è vero e a rispettare prontamente i loro ordini. Credono che rispettare l'autorità sia un'importante virtù morale che tutti nella comunità devono avere. Tendono a porre limiti rigorosi su quanto le autorità possono essere criticate e credono che i critici siano piantagrane che non sanno di cosa stanno parlando. I RWA sono estremamente sottomessi anche nei con le autorità che sono disoneste, corrotte e inette. Insisteranno sul fatto che i loro leader siano onesti, premurosi e competenti, respingendo qualsiasi prova contraria come falsa o irrilevante. Credono che le autorità abbiano il diritto di prendere le proprie decisioni, anche se ciò include la violazione delle regole che impongono a tutti gli altri.
Il "leader" è qualcuno che l'autoritario crede abbia il diritto morale (se non il diritto legale) di governare la sua società. Gli autoritari di destra sono altamente sottomessi alle figure autoritarie che considerano legittime e, al contrario, possono essere molto ribelli nei confronti delle figure autoritarie che considerano illegittime. Un esempio di quest'ultimo è l'atteggiamento dei conservatori americani nei confronti del presidente Barack Obama. Sebbene Obama fosse legalmente il loro presidente e avesse vinto le elezioni in modo equo e corretto, molti conservatori americani sentivano che non aveva alcun diritto morale di essere presidente. Un aspetto di questo atteggiamento è stato il movimento "birther", che ha incoraggiato la teoria del complotto secondo cui Obama era effettivamente nato in Kenya e aveva usato un certificato di nascita falsificato per qualificarsi per l'ufficio (negli Stati Uniti, solo i cittadini naturali possono essere presidenti).

### Aggressività
Gli autoritari possono comportarsi in modo molto aggressivo nei confronti delle persone che i loro leader hanno contrassegnato come nemici, o che gli autoritari percepiscono come minacce al corretto ordine sociale. Chiunque può diventare il bersaglio dell'aggressione autoritaria, ma sono più frequentemente gli estranei o le persone socialmente non convenzionali che vengono prese di mira. Gli esempi includono comunisti ed ebrei nella Germania nazista e femministe e omosessuali negli Stati Uniti. Ma un autoritario ha più probabilità di un non autoritario di attaccare anche le persone convenzionali se le sue figure di autorità sanzionano un tale attacco. Altemeyer ha inoltre osservato che gli autoritari preferiscono attaccare quando le probabilità sono a loro favore, fino al punto di chiamare gli autoritari "codardi" perché in genere attaccano le vittime che non possono difendersi, come le donne.
Il fattore che meglio istiga l'aggressione autoritaria è la paura, in particolare la paura delle persone. Questo può includere persone violente come bulli, terroristi e invasori stranieri, ma può anche includere persone che percepiscono come moralmente degenerate, come omosessuali e atei.
Gli autoritari credono fermamente nella punizione. A parità di condizioni, tendono a raccomandare punizioni più severe di quelle che farebbero i giudici non autoritari. Sono più a favore delle punizioni corporali e della pena di morte. Ma tendono a perdonare o addirittura ad approvare se il crimine è stato commesso da un individuo di alto livello contro una vittima non convenzionale o di status inferiore. A questo proposito, l'aggressione autoritaria riguarda l'applicazione di gerarchie e norme sociali. Gli esempi citati da Altemeyer includono un poliziotto che picchia un manifestante "presuntuoso", un contabile che aggredisce un mendicante o un manifestante anti-gay che aggredisce un attivista per i diritti dei gay.

### Convenzionalismo
Gli autoritari hanno un forte impegno per le norme tradizionali della società e considerano il conformismo un imperativo morale per tutti i membri del gruppo. Gli autoritari vogliono essere come tutti gli altri e che tutti siano come loro.

## Valutazione psicologica
L'autoritarismo di destra è misurato dalla scala RWA, che utilizza una risposta della scala Likert. I soggetti ricevono un questionario con 22 dichiarazioni e per ogni dichiarazione sul questionario, devono esprimere fino a che punto sono d'accordo con l'affermazione con una di queste valutazioni: "molto fortemente in disaccordo", "fortemente in disaccordo", "moderatamente in disaccordo", "leggermente in disaccordo", "completamente neutrale", "leggermente d'accordo", "moderatamente d'accordo", "fortemente d'accordo" e "molto fortemente d'accordo". L'esaminatore valuterà quindi ogni risposta in base a quanto sia autoritaria, che va da 1 a 9. Alcune di queste affermazioni sono di natura autoritaria mentre altre sono liberali, quindi l'esaminatore le valuta in modo diverso. Se l'argomento "molto fortemente d'accordo" con la domanda #4, l'esaminatore gli darà 1 punto perché è una dichiarazione liberale, e se "molto fortemente d'accordo" con la #3, l'esaminatore gli darà 9 punti perché è un'affermazione autoritaria. Questa miscela di dichiarazioni autoritarie e liberali è progettata per impedire ai soggetti di prova di soccombere al pregiudizio di acquiescenza.
1. Le autorità stabilite generalmente si rivelano avere ragione sulle cose, mentre i radicali e i manifestanti di solito sono solo "bocca forte" che mostrano la loro ignoranza.
2. Le donne dovrebbero promettere di obbedire ai loro mariti quando si sposano.
3. Il nostro paese ha un disperato bisogno di un leader potente che faccia ciò che deve essere fatto per distruggere i nuovi modi radicali e la peccaminosità che ci stanno rovinando.
4. I gay e le lesbiche sono sani e morali come chiunque altro.
5. È sempre meglio fidarsi del giudizio delle autorità competenti nel governo e nella religione piuttosto che ascoltare i rumorosi spoglitori della nostra società che stanno cercando di creare dubbi nella mente delle persone.
6. Gli atei e altri che si sono ribellati contro le religioni stabilite sono senza dubbio altrettanto buoni e virtuosi di coloro che frequentano regolarmente la chiesa.
7. L'unico modo in cui il nostro paese può superare la crisi futura è tornare ai nostri valori tradizionali, mettere al potere alcuni leader duri e mettere a tacere i piantagrane che diffondono cattive idee.
8. Non c'è assolutamente niente di sbagliato nei campi nudisti.
9. Il nostro paese ha bisogno di liberi pensatori che abbiano il coraggio di sfidare i modi tradizionali, anche se questo sconvolge molte persone.
10. Il nostro paese sarà distrutto un giorno se non distruggiamo le perversioni che mangiano la nostra fibra morale e le nostre credenze tradizionali.
11. Ognuno dovrebbe avere il proprio stile di vita, le proprie credenze religiose e le proprie preferenze sessuali, anche se questo li rende diversi da tutti gli altri.
12. I "modi vecchio stile" e i "valori vecchio stile" mostrano ancora il modo migliore di vivere.
13. Devi ammirare coloro che hanno sfidato la legge e il punto di vista della maggioranza protestando per i diritti all'aborto delle donne, per i diritti degli animali o per abolire la preghiera scolastica.
14. Ciò di cui il nostro paese ha davvero bisogno è un leader forte e determinato che schiaccerà il male e ci riporto al nostro vero percorso.
15. Alcune delle persone migliori del nostro paese sono quelle che sfidano il nostro governo, criticano la religione e ignorano il "modo normale in cui le cose dovrebbero essere fatte".
16. Le leggi di Dio sull'aborto, la pornografia e il matrimonio devono essere rigorosamente seguite prima che sia troppo tardi, e coloro che le infranno devono essere severamente puniti.
17. Ci sono molte persone radicali e immorali nel nostro paese oggi, che stanno cercando di rovinarlo per i propri scopi empi, che le autorità dovrebbero mettere fuori atto.
18. Un "posto da donna" dovrebbe essere dove vuole essere. I giorni in cui le donne sono sottomesse ai loro mariti e alle convenzioni sociali appartengono strettamente al passato.
19. Il nostro paese sarà grande se onoreremo le vie dei nostri antenati, faremo ciò che le autorità ci dicono di fare e ci libereremo delle "mele marce" che stanno rovinando tutto.
20. Non esiste "UN modo giusto" per vivere la vita; ognuno deve creare il proprio modo.
21. Gli omosessuali e le femministe dovrebbero essere elogiati per essere abbastanza coraggiosi da sfidare i "valori familiari tradizionali".
22. Questo paese funzionerebbe molto meglio se certi gruppi di piantagrane stessero zitti e accettassero il posto tradizionale del loro gruppo nella società.

Psicometricamente, la scala RWA è stata un miglioramento significativo rispetto alla scala F che era la misura originale della personalità autoritaria. La scala F è stata ridatta in modo che l'accordo indicasse sempre una risposta autoritaria, lasciandola così suscettibile al pregiudizio della risposta di acquiescenza. La scala RWA è bilanciata per avere un numero uguale di dichiarazioni pro e contro l'autorità. La scala RWA ha anche un'eccellente affidabilità interna, con un coefficiente alfa che misura tipicamente tra 0,85 e 0,94. La scala RWA è stata modificata nel corso degli anni poiché molti degli elementi hanno perso il loro significato sociale man mano che la società è cambiata. La versione attuale è lunga 22 articoli.
Sebbene Altemeyer abbia continuamente aggiornato la scala, i ricercatori in diversi domini hanno teso a bloccarsi su particolari versioni. Nella psicologia sociale della religione, la versione del 1992 della scala è ancora comunemente usata. Inoltre, la lunghezza delle versioni precedenti (30 articoli) ha portato molti ricercatori a sviluppare versioni più brevi della scala. Alcuni di questi sono pubblicati, ma molti ricercatori selezionano semplicemente un sottoinsieme di elementi da utilizzare nella loro ricerca, una pratica che Altemeyer critica fortemente.
Anche l'unidimensionalità della scala è stata recentemente messa in discussione. Florian Funke ha dimostrato che è possibile estrarre le tre dimensioni sottostanti di RWA se la natura a doppia e tripla canna degli elementi viene rimossa. Data la possibilità che le dimensioni sottostanti emerano dalla scala, è quindi il caso che la scala non sia più equilibrata poiché tutti gli elementi che catturano principalmente l'aggressione autoritaria sono formati pro-trait (punteggi più alti significano più autoritarismo) e tutti gli elementi che misurano principalmente il convenzionalismo sono contratti (punteggi più alti significano meno autoritarismo).
Materiale di Winnifred R. Luigi, Kenneth I. Mavor e Chris G. Sibley ha recentemente dimostrato che l'esistenza di due o tre fattori nella scala RWA riflette differenze reali in queste dimensioni piuttosto che il bias di risposta di acquiescenza.

## Prevalenza

### Paesi occidentali
Nel 2021, Morning Consult (una società americana di intelligence sui dati) ha pubblicato i risultati di un sondaggio che misura i livelli di autoritarismo negli adulti in America e in altri sette paesi occidentali. Lo studio ha utilizzato la scala dell'autoritarismo di destra di Bob Altemeyer, ma ha omesso le seguenti due affermazioni dalla scala di Altemeyer: (1) "Le autorità stabilite generalmente si rivelano avere ragione sulle cose, mentre i radicali e i manifestanti di solito sono solo 'bocche rumorose' che mostrano la loro ignoranza."; e (2) "Le donne dovrebbero promettere di obbedire ai loro mariti quando si sposano". La scala di Morning Consult aveva quindi solo 20 elementi, con un intervallo di punteggio da 20 a 180 punti. Morning Consult ha scoperto che il 25,6% degli adulti americani si qualifica come "RWA alto" (punteggio tra 111 e 180 punti), mentre il 13,4% degli adulti americani si qualifica come "RWA basso" (con un punteggio da 20 a 63 punti). Altemeyer ha elogiato il sondaggio Morning Consult come "il miglior studio mai fatto sull'autoritarismo".
|             | Basso RWA | Alto RWA | Affidabilità del sondaggio (alfa di Cronbach) |
| ----------- | --------- | -------- | --------------------------------------------- |
| Stati Uniti | 13.4%     | 25.6%    | 0.8962                                        |
| Regno Unito | 13.6%     | 10.4%    | 0.8814                                        |
| Germania    | 17.4%     | 6.7%     | 0.8184                                        |
| Francia     | 10.2%     | 10.7%    | 0.7472                                        |
| Spagna      | 17.9%     | 9.2%     | 0.8396                                        |
| Italia      | 17.9%     | 12.9%    | 0.8426                                        |
| Australia   | 17.1%     | 12.9%    | 0.8922                                        |
| Canada      | 21.3%     | 13.4%    | 0.9040                                        |

### Giappone
Nel 2021, tre ricercatori dell'Università di Kyoto hanno pubblicato un documento contenente una traduzione giapponese della scala RWA di Altemeyer. I ricercatori hanno scritto che prima di questo, non c'erano traduzioni standardizzate della scala RWA in giapponese.